# Polizei von Hokkaidō

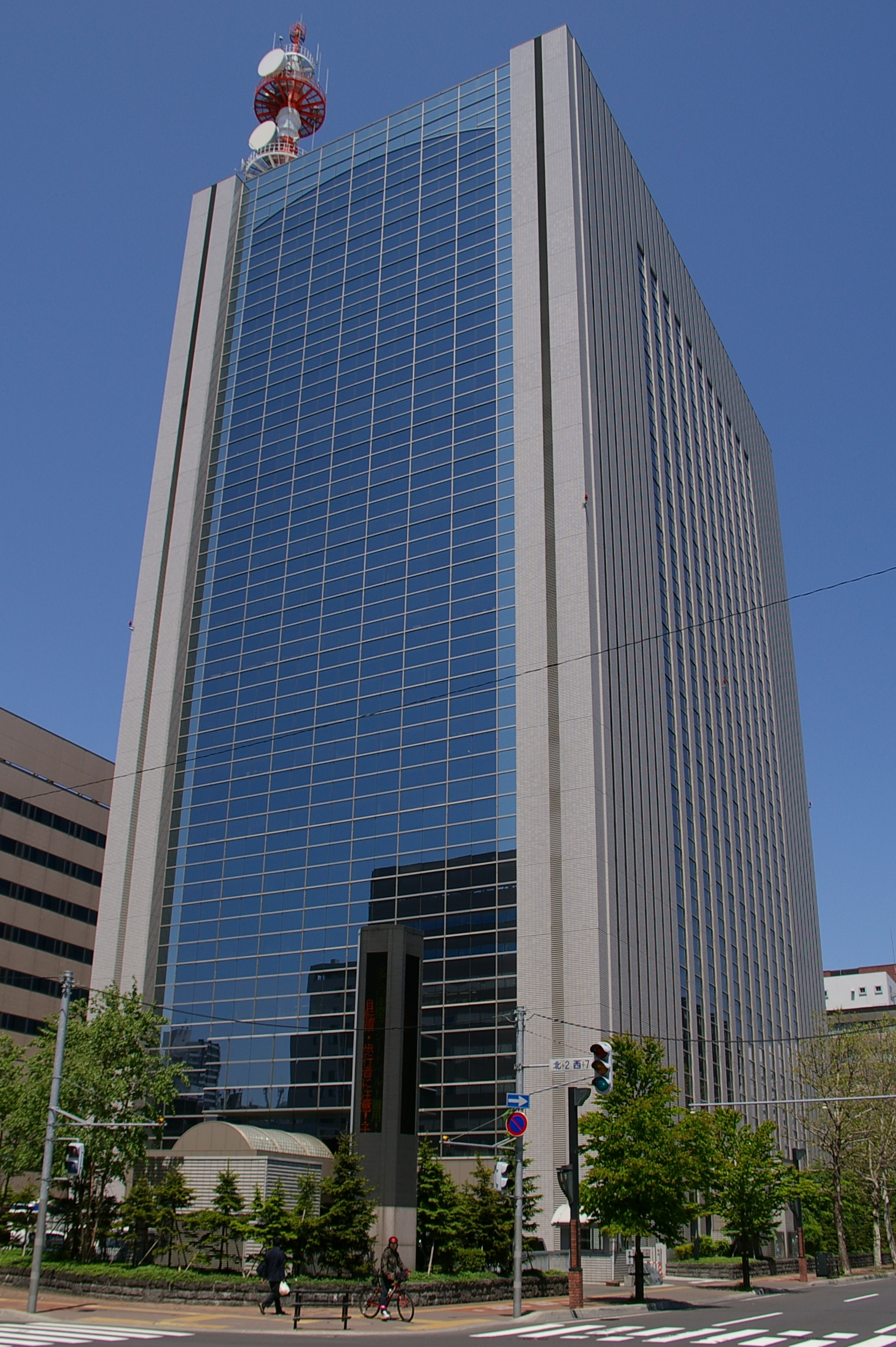
Hauptquartier und Sitz der Kommission für öffentliche Sicherheit

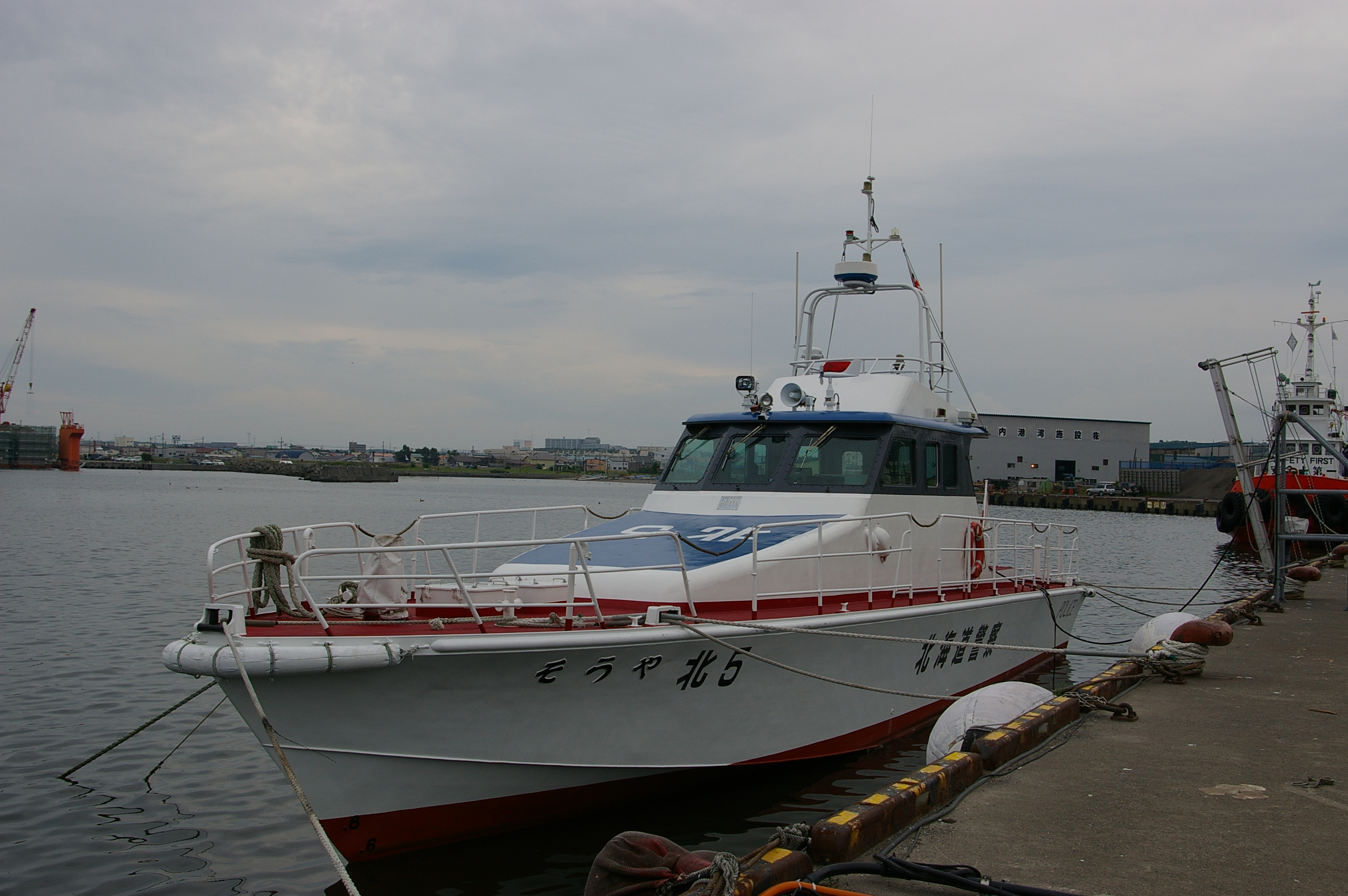
Patrouillenboot Sōya (そうや) des Polizeireviers Wakkanai

Die Polizei von Hokkaidō (jap. 北海道警察 Hokkaidō keisatsu, kurz 道警 dōkei, „Präfekturpolizei“) ist die Polizei der Hokkaidō, Japans nördlichster Präfektur und der einzigen -dō unter den Präfekturen (sonst -to/-fu/-ken). Wie in allen Präfekturen untersteht sie der Kommission für öffentliche Sicherheit, die vom Gouverneur mit Zustimmung des Parlaments berufen wird. Neben der Keishi-chō, der Präfekturpolizei von Tokio, ist die Polizei der Hokkaidō die einzige, die keinem Regionalbüro der nationalen Polizeibehörde zugeordnet ist; stattdessen gibt es ein eigenes Verbindungsbüro zur Nationalbehörde und Hokkaidō verfügt über eine eigene Polizeischule. Das Polizeihauptquartier von Hokkaidō (北海道警察本部 Hokkaidō keisatsu honbu) hat seinen Sitz im Gebäudekomplex der Verwaltung von Hokkaidō in der Hauptstadt Sapporo.
Mit über 10.000 Polizisten (Planstellen für Polizisten Fj. 2018: 10.634) ist die Polizei von Hokkaidō etwas kleiner als die größten Polizeien in den stark urbanisierten Präfekturen mit den Ballungszentren, gehört aber zu den zehn größten im Land. Das Budget beträgt im Fiskaljahr 2019 knapp 133 Mrd. Yen (ca. 1,1 Mrd. Euro) davon über 100 Mrd. Yen Personalausgaben. Präfekturweit gibt es 66 Polizeireviere, die in fünf größeren Polizeiregionen (方面 hōmen) gruppiert sind. Zum 1. April 2018 gab es 312 städtische und 409 ländliche Polizeistellen (kōban und chūzaisho). Zur Ausstattung gehören über 1300 Streifenwagen sowie mehrere Boote und Hubschrauber.

## Geschichte
Indirekte Vorläufer der Polizei von Hokkaidō entstanden in der Kaitakushi, den Präfekturverwaltungen von Hakodate, Sapporo und Nemuro und ab 1886 in der Hokkaidō-Behörde des Innenministeriums (北海道庁 Hokkaidō-chō, gleichnamig, aber nicht zu verwechseln mit den heutigen Präfekturbehörden, dōchō, der Selbstverwaltung), ab 1907 als Hokkaidō-chō keisatsu-bu (北海道庁警察部). Erst 1946 wurde die Hokkaidō in die Präfekturordnung aufgenommen und erhielt mit der Hokkaidō keisatsu-bu (北海道警察部) eine präfektureigene Polizeiabteilung, wenn auch bis 1947 noch wie alle Präfekturpolizeien nominell zentral vom Innenministerium kontrolliert (dessen Zerschlagung SCAP aber schon vom Beginn der Besatzung vorbereitete). Danach führten die Besatzungsreformen in den größeren Gemeinden eigenständige Kommunalpolizeien und zugehörige Kommunalkommissionen für öffentliche Sicherheit ein, präfekturweit gab es daneben das Hauptquartier Hokkaidō der nationalen Regionalpolizei (国家地方警察北海道本部 kokka chihō keisatsu Hokkaidō honbu). Mit dem neuen Polizeigesetz von 1954, das als Teil des „Umkehrkurses“ (gyaku course) der Besatzungspolitik die Polizeiorganisation wieder teilweise zentralisierte, wurden alle diese Polizeien in der Polizei von Hokkaidō in heutiger Form gebündelt.